# Đào Thành
Đào Thành (chữ Hán giản thể: 桃城区) là một quận thuộc địa cấp thị Hành Thủy, tỉnh Hà Bắc, Cộng hòa Nhân dân Trung Hoa. Quận này có diện tích 590 ki-lô-mét vuông, dân số 430.000 người. Mã số bưu chính là 053000. Huyện lỵ đóng tại số 56, đường Nhân dân Trung. Về mặt hành chính, quận Đào Thành được chia thành 4 nhai đạo, 2 trấn, 4 hương.
- Nhai đạo: Hà Tây, Hà Đông, Lộ Bắc, Trung Hoa.
- Trấn: Triệu Khuyên, Hà Duyên.
- Hương: Hà Áp, Ma Sâm, Đặng Trang, Bành Đỗ.